# Fanradio
Ein Fanradio ist eine meist ehrenamtlich betriebene Sportberichterstattung, die normalerweise als Internetradio ausgeführt wird. Es gehört in der Regel zum Umfeld eines bestimmten Vereins, wird von dessen Fans (im Sinne des Presserechts) betrieben und meistens von Verein und Sponsoren unterstützt.
Ein Fanradio berichtet meist live von Spielbegegnungen der Vereinsmannschaft. Die Kommentatoren, die über ein Spielereignis im Rahmen einer Fanradio-Übertragung berichten, sind in der Regel Laien und selbst Angehörige des jeweiligen Vereins oder dessen Fanszene. Es findet eine Berichterstattung „von Fans für Fans“ statt.

## Fanradios im Fußball

### Deutschland

#### Geschichte und Situation
Das erste Radio, dass Fußballspiele im Internet live übertrug, war das Netradio von Borussia Dortmund und startete 1999/2000. Zu den Kommentatoren gehörten Boris Rupert und Norbert Dickel. Es ist allerdings kein Fanradio im eigentlichen Sinn, denn das Projekt wurde vom ehemaligen Präsidenten Gerd Niebaum initiiert und von Borussia Dortmund finanziert.
Das erste Fußballfanradio Deutschlands im engeren Sinn folgte am 4. August 2001. An diesem Tag übertrug die Leutzscher Welle erstmals ein Oberligaspiel des damaligen FC Sachsen Leipzig im Internet, nämlich das Auswärtsspiel beim FSV Zwickau. In den darauffolgenden sieben Jahren war dieses Fanradio bei beinahe allen Punktspielen und Pokalspielen der Leutzscher dabei. Das Internetradio wechselte schließlich die Sportart und kommentierte zwölf Spielzeiten sämtliche Handballspiele des SC DHfK Leipzig in der 2. Bundesliga und 1. Bundesliga. Es übertrug bis Januar 2016 aber auch Fußballspiele der BSG Chemie Leipzig live. Aktuell werden immer wieder Fußballspiele mit Vereinen und anderes aus dem Leipziger Raum kommentiert.
Nach der Leutzscher Welle initiierten im Herbst 2003 der FC St. Pauli und der 1. FC Lokomotive Leipzig mit dem Lokruf ähnliche Projekte von Bedeutung.
Das vierte Fanradio in Deutschland wurde 2004 von Kickers Offenbach unter der Leitung des Fanbeauftragen Lars Kissner ins Leben gerufen. Der Dienst sollte in erster Linie „von Fans für Fans“ von den Auswärtsspielen der Kickers berichten. Das Fanradio fand großen Anklang, wodurch die Übertragung auch auf Heimspiele ausgeweitet wurde. In den folgenden Jahren führten immer mehr Vereine ein Fanradio ein, um eine kostenlose und Fan-nahe Alternative zu den Angeboten des öffentlichen Rundfunks und Pay-TV-Sendern zu bieten.
Die meisten Fanradios sind eng mit den Blindenreportagen, einer Audiodeskription für sehbehinderte Fans im Stadion, verbunden und werden von der Fanbetreuung verantwortet.
Aufgrund der COVID-19-Pandemie 2020 und den daraus resultierenden Geisterspielen führten viele Vereine, darunter der VfB Stuttgart und die TSG 1899 Hoffenheim, ein Fanradio ein. Obwohl diese Angebote in erster Linie als Übergangslösung bis zur Rückkehr der Zuschauer gedacht waren, bestehen die meisten Radios aus dieser Zeit noch heute.

#### Rechtliches und Lizenzierung
Der Sendebetrieb von Fanradios ist ähnlich wie die Berichterstattung anderer Medien an Bedingungen geknüpft, die sich je nach Liga unterscheiden. In der 1. und 2. Bundesliga ist die Deutsche Fußball Liga (DFL) für diese Bedingungen verantwortlich. Die DFL stellt damit sicher, dass Fanradios keine kommerzielle Konkurrenz zu den Rechteinhabern der UKW- und Online-Radiorechten bilden. Aus diesem Grund darf das Fanradio nur über eine Internetseite des Vereins oder der offiziellen Vereins-App zur Verfügung gestellt werden. Das schließt eine Übertragung über einen Radiosender im klassischen Sinne (über UKW, DAB oder Online) aus. Seit 2020 muss auch in der 3. Liga der Verein Betreiber des Fanradios sein. Ab der Regionalliga sind die Bedingungen aufgrund der fehlenden zentralen Vermarktungsrichtlinien gelockert: Hier dürfen Fanradios auch dann berichten, wenn der Betreiber kein Verein der Liga ist.
| Vereinsname                        | Sendername          | Ligazugehörigkeit (Herren) |
| ---------------------------------- | ------------------- | -------------------------- |
| Deutsche Fußballnationalmannschaft | DFB Fan Club Radio  | -                          |
| 1. FC Köln                         | Radio Köln FC-Radio | Bundesliga                 |
| 1. FSV Mainz 05                    | 05er.fm             | Bundesliga                 |
| Bayer 04 Leverkusen                | Werkself Radio      | Bundesliga                 |
| Borussia Dortmund                  | BVB-Netradio        | Bundesliga                 |
| Borussia Mönchengladbach           | Fohlenradio         | Bundesliga                 |
| Eintracht Frankfurt                | EintrachtFM         | Bundesliga                 |
| FC Bayern München                  | Live Webradio       | Bundesliga                 |
| SC Freiburg                        | Sportclub live      | Bundesliga                 |
| VfB Stuttgart                      | VfB-Radio           | Bundesliga                 |
| VfL Wolfsburg                      | Wölferadio          | Bundesliga                 |
| SV Darmstadt 98                    | SV 98 Fanradio      | Bundesliga                 |
| 1. FC Heidenheim                   | FCH Fanradio        | Bundesliga                 |
| 1. FC Kaiserslautern               | FCK-Fanradio        | 2. Bundesliga              |
| 1. FC Nürnberg                     | Fanradio            | 2. Bundesliga              |
| Eintracht Braunschweig             | Fanradio            | 2. Bundesliga              |
| FC Hansa Rostock                   | Hansa Fanradio      | 2. Bundesliga              |
| FC Schalke 04                      | Knappen-Kommentar   | 2. Bundesliga              |
| Hertha BSC                         | Hertha onAir        | 2. Bundesliga              |
| FC St. Pauli                       | AFM-Radio           | 2. Bundesliga              |
| Hamburger SV                       | HSVnetradio         | 2. Bundesliga              |
| Hannover 96                        | Das Rote Radio      | 2. Bundesliga              |
| Karlsruher SC                      | KSC-Fanradio        | 2. Bundesliga              |
| SpVgg Greuther Fürth               | Kleeblatt Radio     | 2. Bundesliga              |
| VfL Osnabrück                      | Lauschangriff       | 2. Bundesliga              |
| Rot-Weiss Essen                    | Radio Hafenstraße   | 3. Liga                    |
| SSV Jahn Regensburg                | Turmfunk            | 3. Liga                    |
| Arminia Bielefeld                  | ASC-Livestream      | 3. Liga                    |
| SV Sandhausen                      | Hardtwald-Hörfunk   | 3. Liga                    |
| 1. FC Saarbrücken                  | Fanradio            | 3. Liga                    |
| FC Erzgebirge Aue                  | Veilchen-Fanradio   | 3. Liga                    |
| FC Ingolstadt                      | Schanzer Fanradio   | 3. Liga                    |
| FC Viktoria Köln                   | Radio Viktoria      | 3. Liga                    |
| Hallescher FC                      | HFC Fanradio        | 3. Liga                    |
| MSV Duisburg                       | ZebraFM             | 3. Liga                    |
| SV Waldhof Mannheim 07             | Waldhof Livestream  | 3. Liga                    |
| TSV 1860 München                   | Löwen-Radio         | 3. Liga                    |
| SC Preußen Münster                 | Radio MottekStrehle | 3. Liga                    |
| Würzburger Kickers                 | Kickers-Fanradio    | Regionalliga Bayern        |
| BSG Chemie Leipzig                 | Fünfeck.FM          | Regionalliga Nordost       |
| Chemnitzer FC                      | GellertWelle        | Regionalliga Nordost       |
| FC Energie Cottbus                 | EnergieFM           | Regionalliga Nordost       |
| Wuppertaler SV                     | 1954fm              | Regionalliga West          |
| Kickers Offenbach                  | OFC Fanradio        | Regionalliga Südwest       |
| KFC Uerdingen 05                   | Webradio BlauRot    | Oberliga Niederrhein       |

### Österreich
Auch in der höchsten österreichischen Spielklasse ist die Zuschauerzahl bei Fernsehübertragungen seit Vergabe der Übertragungsrechte an Bezahlsender wie Sky Österreich weiter rückläufig. Dennoch betreibt hier kein Club ein vergleichbares Radioformat. Stattdessen stellen die Vereine den Fans oftmals Podcasts zur Verfügung, die exklusives Audiomaterial aus Interviews, Pressekonferenzen oder Vorberichterstattungen enthalten.

### Schweiz
Einige Vereine der Schweizer Super League oder deren Fanclubs betreiben eigene Fanradios. Diese bieten den Vorteil, dass die Berichterstattung in der regional bevorzugten Amtssprache erfolgen kann. Während die Young Boys Bern beispielsweise aus dem größtenteils deutschsprachigen Kanton Bern stammen, trägt der tessinische FC Lugano seine Heimspiele insbesondere vor italienischsprachigem Publikum aus.
| Vereinsname     | Sendername         | Ligazugehörigkeit (Herren) |
| --------------- | ------------------ | -------------------------- |
| FC Basel        | Radio Rotblau      | Super League               |
| FC Luzern       | FCL.Radio          | Super League               |
| FC Sion         | FC Sion Radio      | Super League               |
| FC St. Gallen   | FCSG.FM            | Super League               |
| FC Zürich       | Züri Live          | Super League               |
| Young Boys Bern | Radio Gelb-Schwarz | Super League               |
| FC Thun         | Radio Blind Power  | Challenge League           |
| GC Zürich       | Sächsedachzg Live  | Challenge League           |

### International
Vereinigtes Königreich
Im Vereinigten Königreich bieten einige Fußballvereine seit Anfang der 1990er Jahre sogenannte „community radios“ zu Live-Übertragungen, Pressekonferenzen und ähnlichen Ereignissen an. Diese unterscheiden sich von deutschen Fanradios oftmals durch die Professionalität der Kommentatoren, die analoge Empfangbarkeit, sowie strenge Lizenzauflagen, die die Ausstrahlung nur in unmittelbarer Umgebung des Stadions und nur über einen stark begrenzten Zeitraum vorsehen. Zusätzlich dazu stellen einige Vereinswebseiten den Fans auch digitale Webradios zur Verfügung, die nach einer kostenlosen Registrierung online frei empfangbar sind.
Niederlande
Der Fanclub Boerenmacht des FC Groningen betreibt mit dem FCG Radio das einzige Fanradio eines Vereins der niederländischen Eredivisie. Neben den live stattfindenden Spielberichtserstattungen lädt dieser in regelmäßigen Abständen auch eigene Podcasts und Kolumnen auf der fanclubeigenen Website hoch – ohne dabei in irgendeiner Art und Weise mit den Verantwortlichen des eigentlichen Vereins in Verbindung zu stehen.
Spanien
Die großen spanischen Fußballvereine der Primera División stellen in der Regel zu jedem sportlichen Event ihrer ersten Mannschaft kostenlos fanradioähnliche Formate zur Verfügung, um Fans und Interessierten eine Live-Berichterstattung zu ermöglichen. Eine Besonderheit ist hierbei die Webseite des FC Barcelona, die das vereinseigene Radio Barça nicht nur in der Landessprache Spanisch, sondern auch in Katalanisch und Englisch anbietet, um das zunehmend internationale Publikum zu bedienen.

## Fanradios im Eishockey
Gerade in Deutschland finden sich bei den Mannschaften der Deutschen Eishockey Liga (DEL) und der DEL2 viele Fanradios. Zwischen 2000 und 2010 entstanden innerhalb dieser beiden Ligen zahlreiche von den Vereinen und Fanverbänden sowie Lokalsendern eigens betriebene Webradios, um Fans eine Liveberichterstattung – vor allem auch zu Auswärtsspielen – zu ermöglichen. Während dieser Zeit war das öffentliche Interesse an der Sportart im deutschsprachigen Raum verglichen mit dem Profifußball eher gering, weshalb nur selten Eishockey-Begegnungen im Radio oder auf frei empfänglichen Fernsehsendern ausgestrahlt wurden. Seit der Aufnahme der DEL-Spiele in das kostenlose Programmangebot von Magenta Sport im Jahr 2019 wurden die Hörerzahlen schnell rückläufig, was zur Schließung einiger Fanradios führte.
| Vereinsname          | Sendername             | Ligazugehörigkeit (Herren) |
| -------------------- | ---------------------- | -------------------------- |
| Krefeld Pinguine     | Radio Eiszeit          | DEL                        |
| Adler Mannheim       | Radio Regenbogen       | DEL                        |
| Eisbären Berlin      | Eisbären L!ve          | DEL                        |
| Fischtown Pinguins   | fischtownlive          | DEL                        |
| Düsseldorfer EG      | 1935 Radio             | DEL                        |
| EHC Red Bull München | Radio Oberwiesenfeld   | DEL                        |
| Nürnberg Ice Tigers  | N1 Ice Tiger Fan-Radio | DEL                        |
| Straubing Tigers     | Fanradio               | DEL                        |
| Kassel Huskies       | Radio HNA              | DEL2                       |

## Fanradios im Basketball
2022 starteten die MHP Riesen Ludwigsburg das erste und bisher einzige Fanradio in der Basketball-Bundesliga, welches über den YouTube-Kanal des Vereins sendet und gleichzeitig eine Blindenreportage für sehbehinderte Zuschauer in der Arena bildet.